# Wagon parowy

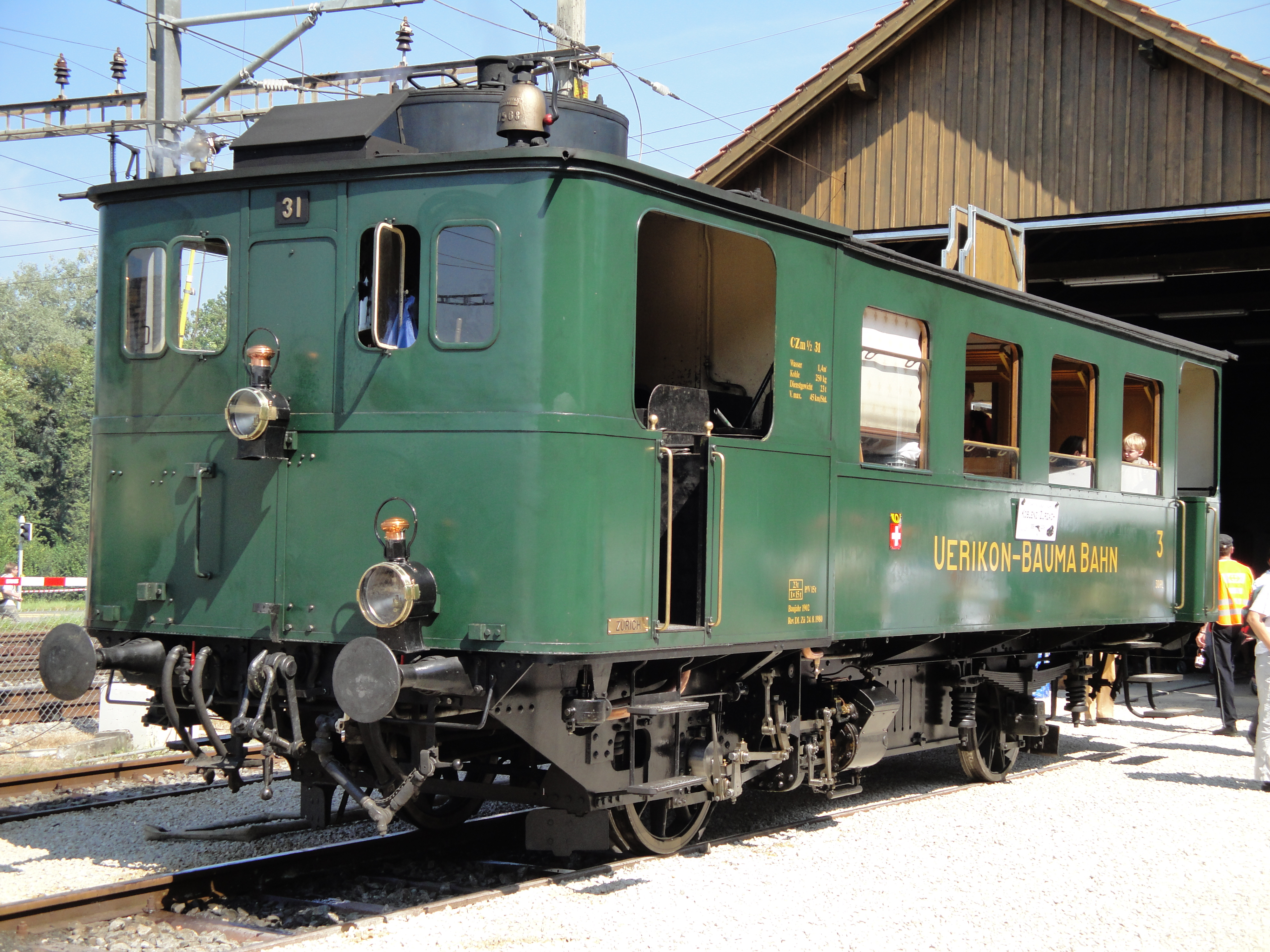
wagon parowy CZm1/2 kolei UeBB

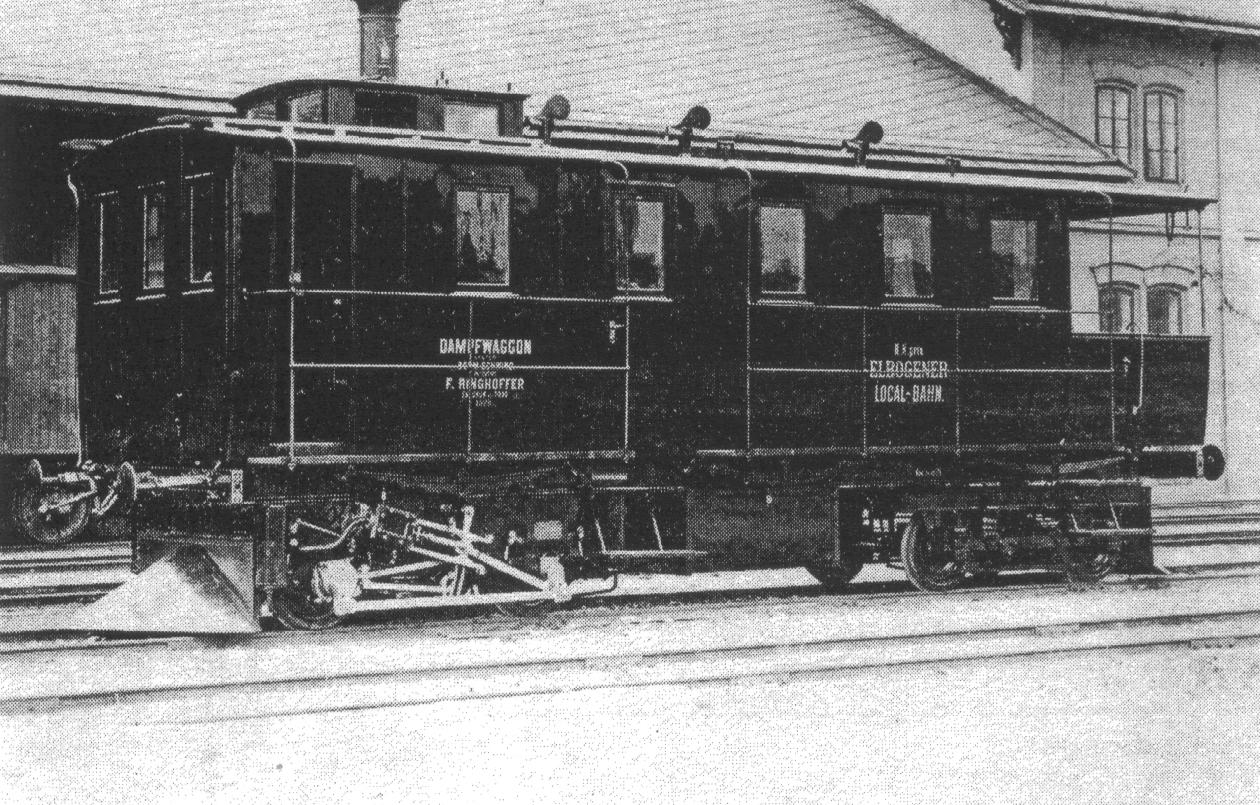
Wagon parowy

Wagon parowy – wagon silnikowy napędzany silnikiem parowym. Pojazdy tego typu stosowane były od II połowy XIX wieku, zazwyczaj na lokalnych liniach kolejowych o niewielkim zapotrzebowaniu na przewozy, a także na niektórych liniach tramwajowych. W. p. zostały zastąpione wagonami silnikowymi o napędzie spalinowym lub elektrycznym. Ostatnie w.p. wycofano z regularnej służby w połowie XX wieku.